# La Tour fantôme
La Tour fantôme (幽麗塔, Yūreitō) est un seinen manga créé par Taro Nogizaka. Il s'agit d'une adaptation du roman Yūrei-tō d'Edogawa Ranpo lui-même inspiré du roman Une Femme dans le gris (A Woman in Grey, 1898) d'Alice Muriel Williamson (en). Il est prépublié entre mai 2011 et octobre 2014 dans le magazine Big Comic Superior de l'éditeur Shōgakukan et compilé en volumes reliés depuis novembre 2011. La version française est éditée par Glénat Manga depuis mars 2014.

## Synopsis
Taïchi, un jeune homme tout ce qu'il y a de plus ordinaire, fait la rencontre de Tetsuo. Celui-ci va l'amener à découvrir la Tour Fantôme. Cette tour à pour spécificité d'avoir été le théâtre d'un crime deux ans auparavant. Une dénommée Reiko aurait assassinée sa mère adoptive en l'attachant aux aiguilles de l'horloge avant de se suicider. Mais il s'avère qu'un trésor serait caché dans cette tour macabre et Tetsuo finit par convaincre sa nouvelle connaissance de s'associer à lui pour le retrouver. Mais de peu de temps après, la maison de Taïchi brûle, un procureur pervers fait son apparition et le jeune homme finit par comprendre que son ami ne lui a pas tout dit en ce qui le concerne et qu'il sait bien plus de chose par rapport à ce meurtre sanglant dont la coupable n'est peut-être pas celle que l'on pense, qu'il ne veut l'avouer.

## Manga
La publication de La Tour fantôme a débuté le 27 mai 2011 dans le magazine Big Comic Superior publié par Shōgakukan, et le dernier chapitre est publié le 24 octobre 2014.

### Liste des volumes
| no | Japonais         | Japonais          | Français          | Français          |
| no | Date de sortie   | ISBN              | Date de sortie    | ISBN              |
| --- | ---------------- | ----------------- | ----------------- | ----------------- |
| 1 | 30 novembre 2011 | 978-4-09-184180-3 | 19 mars 2014      | 978-2-7234-9352-9 |
| Liste des chapitres : - 1er tableau : La tour fantôme - 2e tableau : Tetsuo - 3e tableau : Les amis - 4e tableau : Le masque menaçant - 5e tableau : La face cachée des Marube - 6e tableau : Megumi Hanazono - 7e tableau : Le nom du criminel - 8e tableau : On en trouve partout |                  |                   |                   |                   |
| 2 | 29 février 2012  | 978-4-09-184257-2 | 21 mai 2014       | 978-2-7234-9353-6 |
| Liste des chapitres : - 9e tableau : La photo de Reiko - 10e tableau : Mensonge et aveu - 11e tableau : La famille Honjo - 12e tableau : La persuasion pour la liberté - 13e tableau : Les os de la mère - 14e tableau : La chaîne de la tristesse - 15e tableau : Le groupe sanguin O - 16e tableau : L'amour fraternel - 17e tableau : Le choix du sacrifié                          |                  |                   |                   |                   |
| 3 | 30 juillet 2012  | 978-4-09-184627-3 | 2 juillet 2014    | 978-2-7234-9938-5 |
| Liste des chapitres : - 18e tableau : La valeur de la vie - 19e tableau : Qui est Tetsuo ? - 20e tableau : Les masques tombent - 21e tableau : Les trucages - 22e tableau : Les cages de la mort - 23e tableau : Le labyrinthe souterrain du royaume des fantômes - 24e tableau : Je suis là ! - 25e tableau : Souvenez-vous de... - 26e tableau : Le dernier instant                  |                  |                   |                   |                   |
| 4 | 30 janvier 2013  | 978-4-09-184860-4 | 17 septembre 2014 | 978-2-7234-9939-2 |
| Liste des chapitres : - 27e tableau : Seul ? - 28e tableau : Déguisement - 29e tableau : Un homme et une femme - 30e tableau : La fleur dans la vallée - 31e tableau : Moins de bouches à nourrir - 32e tableau : Le suicide de Manji - 33e tableau : La cabane close de l'intérieur et le mobile - 34e tableau : L'hypothèse et la menace - 35e tableau : Celle qui retrouve sa place |                  |                   |                   |                   |
| 5 | 30 mai 2013      | 978-4-09-185235-9 | 19 novembre 2014  | 978-2-344-00079-3 |
| Liste des chapitres : - 36e tableau : Fuhenboku - 37e tableau : Histoire de famille - 38e tableau : Un autre monde - 39e tableau : Le paradis sur Terre - 40e tableau : Ma... ma... - 41e tableau : Deux monstres - 42e tableau : La sympathie - 43e tableau : Le passage secret - 44e tableau : Hideo                                                                                 |                  |                   |                   |                   |
| 6 | 30 octobre 2013  | 978-4-09-185594-7 | 18 mars 2015      | 978-2-344-00540-8 |
| Liste des chapitres : - 45e tableau : Griffes - 46e tableau : Le nombril - 47e tableau : Deux par deux - 48e tableau : Mains tendues - 49e tableau : Le plafond - 50e tableau : La chaise - 51e tableau : Cris - 52e tableau : Les menottes |                  |                   |                   |                   |
| 7 | 28 février 2014  | 978-4-09-185893-1 | 20 mai 2015       | 978-2-344-00541-5 |
| Liste des chapitres : - 53e tableau : L'ascension - 54e tableau : Découragement - 55e tableau : Pureté - 56e tableau : Poitrine - 57e tableau : Lui - 58e tableau : Dix minutes - 59e tableau : Négligence - 60e tableau : La vérité - 61e tableau : La différence |                  |                   |                   |                   |
| 8 | 30 juillet 2014  | 978-4-09-186344-7 | 23 septembre 2015 | 978-2-344-00874-4 |
| Liste des chapitres : - 62e tableau : Ouvre-toi - 63e tableau : L'identité du coupable - 64e tableau : La valeur de l'argent - 65e tableau : Les qualités d'un homme - 66e tableau : La sortie - 67e tableau : Rei - 68e tableau : Le détective - 69e tableau : Kudan - 70e tableau : Tête-à-tête                                                                                      |                  |                   |                   |                   |
| 9 | 26 décembre 2014 | 978-4-09-186696-7 | 18 novembre 2015  | 978-2-344-00875-1 |
| Liste des chapitres : - 71e tableau : Moi-même - 72e tableau : Âme - 73e tableau : Correspondance - 74e tableau : Mise à nu - 75e tableau : Devoir - 76e tableau : Croisement - 77e tableau : La vie éternelle - 78e tableau : Cicatrices - 79e tableau : Ruiko - Dernier tableau : La tour de la réalité                                                                              |                  |                   |                   |                   |

### Édition japonaise
Shōgakukan
1. 1 2  (ja) « Tome 1 ».
2. 1 2  (ja) « Tome 2 ».
3. 1 2  (ja) « Tome 3 ».
4. 1 2  (ja) « Tome 4 ».
5. 1 2  (ja) « Tome 5 ».
6. 1 2  (ja) « Tome 6 ».
7. 1 2  (ja) « Tome 7 ».
8. 1 2  (ja) « Tome 8 ».
9. 1 2  (ja) « Tome 9 ».

### Édition française
Glénat Manga
1. 1 2  « Tome 1 ».
2. 1 2  « Tome 2 ».
3. 1 2  « Tome 3 ».
4. 1 2  « Tome 4 ».
5. 1 2  « Tome 5 ».
6. 1 2  « Tome 6 ».
7. 1 2  « Tome 7 ».
8. 1 2  « Tome 8 ».
9. 1 2  « Tome 9 ».